# Rage Against the Machine (альбом)
Rage Against the Machine (рус. Ярость против системы) — дебютный студийный альбом одноимённой американской рэп-метал группы, выпущенный 3 ноября 1992 года на лейбле Epic Records. Альбом занял 1 место в чарте Billboard Heatseekers и 45 в чарте Billboard 200. Было продано свыше 3 млн копий альбома в США, за что альбом получил 3-х платиновый статус от RIAA.
Все песни с альбома содержат политический посыл. Такие активисты, как Бобби Сэндс (зачинщик Ирландской голодовки 1981 года) и Хьюи Перси Ньютон (один из основателей леворадикальной организации «Чёрные пантеры») были указаны в буклете в разделе «Спасибо за вдохновение». Так же в этом же разделе были отмечены Иэн и Алек Маккей — Зак де ла Роча в то время был членом Straight edge-движения, пока он не стал курить.

## Обложка альбома

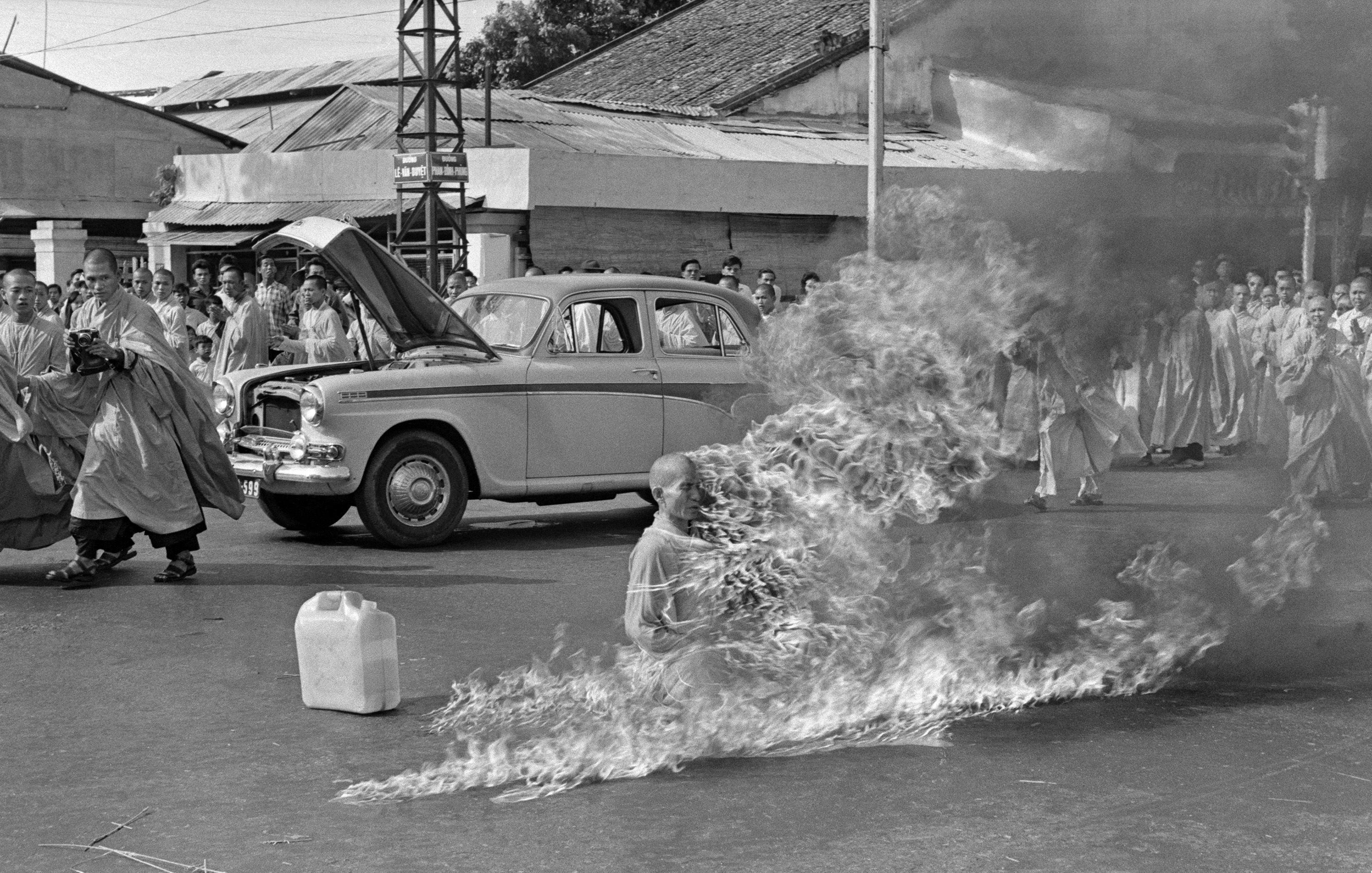
Самосожжение Тхить Куанг Дыка. Оригинальная фотография

На обложке альбома запечатлено легендарное фото знаменитого Тхить Куанг Дыка, южновьетнамского буддийского монаха, сжигающего себя в Сайгоне в 1963 году. Таким жестом монах выразил протест президенту Нго Динь Зьему, угнетавшему буддийскую религию. Фотография привлекла международное внимание и убедила президента США Джона Ф. Кеннеди отказаться от поддержки правительства Нго Динь Зьема. Автор фотографии Малькольм Браун, шеф информационного бюро «Ассошиэйтед Пресс» в Сайгоне; за аналогичное фото Малькольм Браун получило награждение «World Press Photo of the Year» от World Press Photo Awards в 1963 году.
Все тексты каждой песни были записаны в буклете, за исключением песни «Killing in the Name», которые были опущены: в буклете гласит: «2. KILLING IN THE NAME», затем текст был пропущен и продолжается следующей песней. Также в том же буклете, в самом конце, указано, что «во время записи не были задействованы семплы, клавишные или синтезаторы». Подобное заявление будет указываться в последующих релизах группы. Там же можно найти то, как группа называет себя «Партией виновников» (англ. Guilty Parties).
В 2011 году обложка альбома заняла пятое место в списке лучших обложек альбомов всех времен по мнению читателей интернет-издания Music Radar.

## Выпуск
Альбом стал трижды платиновым, во многом благодаря успеху первого сингла «Killing in the Name». Песня была в ротации на радио BBC Radio 1 в хит-параде Top 40 singles 21 февраля 1993 года. Фраза «Fuck you», а также 17 повторений слов «fuck» были случайно не вырезаны.

## Переиздание

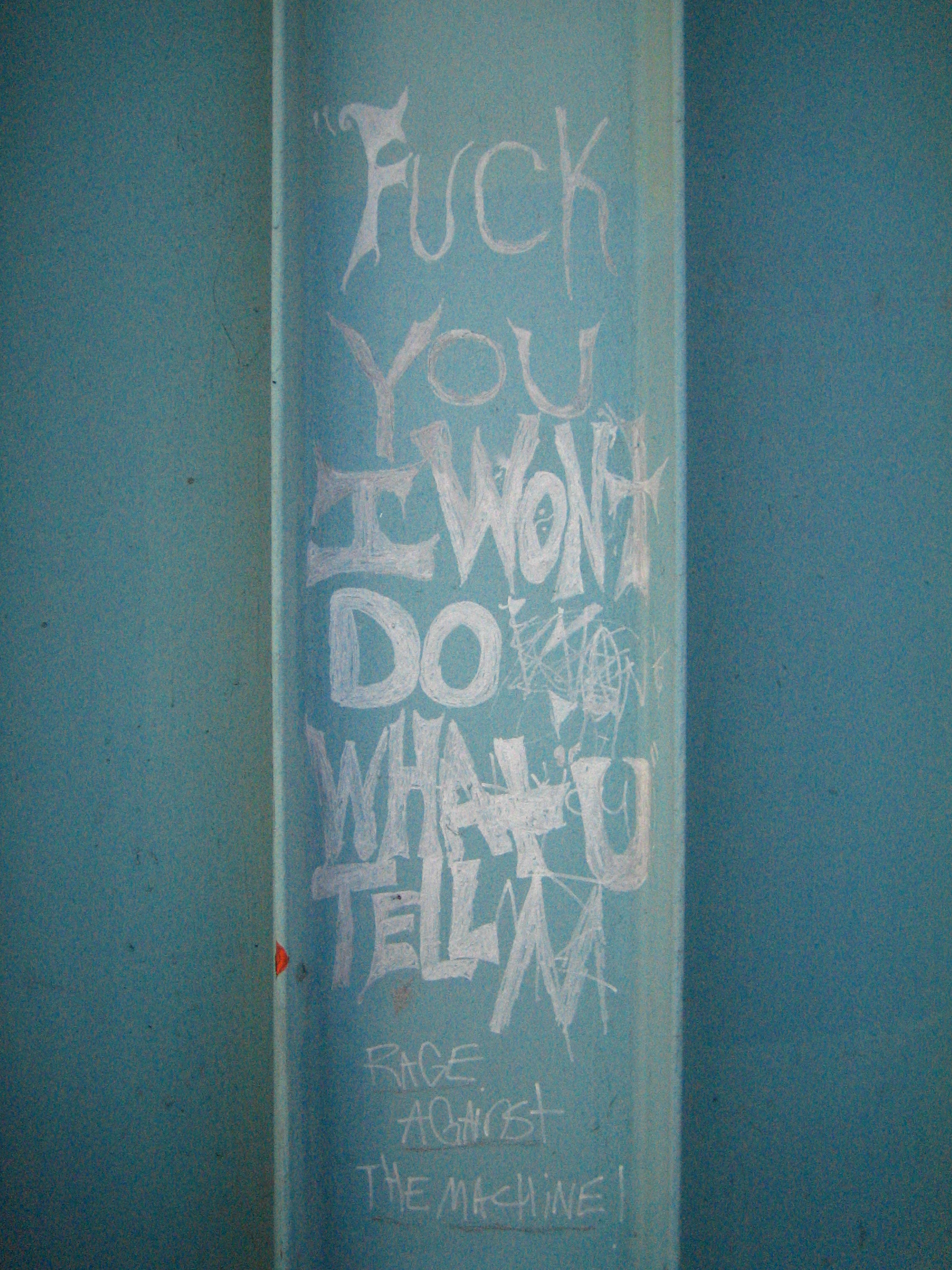
Граффити в Сан-Бруно, штат Калифорния. Здесь изображена часть текста песни «Killing in the Name» — «Fuck you, I won’t do what you tell me»

9 октября 2012 года на своей странице в Facebook группа анонсировала издание дебютного альбома в честь его 20-летия. Данный выпуск включал в себя ранее неизданный материал, а так же DVD-видео, содержащие концертные выступления группы. Выпуск альбома состоялся 27 ноября 2012 года.

## Продвижение
В поддержку альбома группа организовала тур «Rage Against the Machine Tour» в начале 1993 года, который продолжался вплоть до 31 декабря 1993 года.
Существует и видеоальбом группы с одноимённым названием.

## Приём
| Оценки критиков               | Оценки критиков |
| Источник                      | Оценка          |
| ----------------------------- | --------------- |
| AllMusic                      | [ 15 ]          |
| Encyclopedia of Popular Music | [ 16 ]          |
| Los Angeles Times             | [ 17 ]          |
| Mojo                          | [ 18 ]          |
| NME                           | 7/10            |
| Pitchfork                     | 9.1/10          |
| Record Collector              | [ 21 ]          |
| Rolling Stone                 | [ 22 ]          |
| The Rolling Stone Album Guide | [ 23 ]          |
| Select                        | 4/5             |

В своём современном обзоре журнал NME написали следующее: «То что делает RATM больше, чем просто ещё одна группа потрясающих жанровых путеводителей, это их полное отсутствие претензий или замыслов … результаты гоняются с неоспоримым убеждением». Обозреватель AllMusic Эдуардо Ривадавия писал в своём ретроспективном обзоре: «это был первый альбом, который успешно объединил, казалось бы, разрозненные звуки рэпа и хэви-метала», он также похвалил «значимые рифмы альбома и эмоционально обвиняемую убежденность». Журнал Q описал альбом как «запись полная энергии и реальных отношений». В то же время критик Роберт Хильберн из Los Angeles Times приветствовал альбом словами «поразительный, политический, осознанный дебютник» и называл де ла Роча «добросовестной звездой с харизмой Боба Марли и изяществом рэп-группы Чака Ди — и сама музыка столь же жесткая и безжалостная, как и его рэп». Роберт Кристгау был несколько менее впечатлён дебютной работой группы и, в своей рецензии на The Village Voice, подытожил: «металл для рэп-любителей и оперных ненавистников», назвав песни «Know Your Enemy» и «Wake Up» основными моментами на альбоме.
В 2001 году журнал Q назвал альбом Rage Against the Machine «одним из 50 лучших тяжёлых альбомов всех времён». Диск включён в книгу 1001 Albums You Must Hear Before You Die (1001 Альбом, которые ты должен услышать до того, как умрёшь). В 2002 году альбом занял 76-ю позицию в рейтинге «100 лучших рок-альбомов всех времён» по версии журнала Classic Rock. В 2003 году пластинка получила почётное 365 место в списке «500 величайших альбомов всех времён по версии журнала Rolling Stone» и 24 место в списке «100 величайших метал-альбомов всех времён».
Диджей радио-канала BBC Radio 1 Зейн Лоу назвал альбом «одним из 4-х шедевров»; Rage Against the Machine был его лучшим альбомом 2 декабря 2008 года. Музыкальный журнал Guitar World поместил в список «10 гитарных альбомов 1992 года» под номером 5 в октябре 2011 года.

## Список композиций
Слова и музыка всех песен — Rage Against the Machine (Зак де ла Роча, Том Морелло, Тим Коммерфорд и Брэд Уилк).
| №                   | Название                                            | Длительность |
| ------------------- | --------------------------------------------------- | ------------ |
| 1.                  | «Bombtrack»                                         | 4:04         |
| 2.                  | «Killing in the Name»                               | 5:14         |
| 3.                  | «Take the Power Back»                               | 5:37         |
| 4.                  | «Settle for Nothing»                                | 4:48         |
| 5.                  | «Bullet in the Head»                                | 5:07         |
| 6.                  | «Know Your Enemy» (при уч. Мэйнарда Джеймса Кинана) | 4:55         |
| 7.                  | «Wake Up»                                           | 6:04         |
| 8.                  | «Fistful of Steel»                                  | 5:31         |
| 9.                  | «Township Rebellion»                                | 5:24         |
| 10.                 | «Freedom»                                           | 6:06         |
| Общая длительность: | Общая длительность:                                 | 52:52        |

| №                   | Название                                                          | Длительность |
| ------------------- | ----------------------------------------------------------------- | ------------ |
| 11.                 | «Bombtrack» (live, taken from Bombtrack single)                   | 5:56         |
| 12.                 | «Bullet in the Head» (live, taken from Bullet in the Head single) | 5:44         |
| 13.                 | «Take the Power Back» (live, taken from Freedom single)           | 6:09         |
| Общая длительность: | Общая длительность:                                               | 1:10:45      |

| №                   | Название              | Длительность |
| ------------------- | --------------------- | ------------ |
| 1.                  | «Bombtrack»           | 4:05         |
| 2.                  | «Take the Power Back» | 5:40         |
| 3.                  | «Bullet in the Head»  | 5:09         |
| 4.                  | «Darkness of Greed»   | 3:40         |
| 5.                  | «Clear the Lane»      | 3:48         |
| 6.                  | «Township Rebellion»  | 4:19         |
| 7.                  | «Know Your Enemy»     | 4:19         |
| 8.                  | «Mindset's a Threat»  | 3:56         |
| 9.                  | «Killing in the Name» | 6:28         |
| 10.                 | «Auto Logic»          | 4:07         |
| 11.                 | «The Narrows»         | 4:35         |
| 12.                 | «Freedom»             | 5:40         |
| Общая длительность: | Общая длительность:   | 55:51        |

| №   | Название                       | Длительность |
| --- | ------------------------------ | ------------ |
| 1.  | «Intro»                        | 2:37         |
| 2.  | «Testify»                      | 4:35         |
| 3.  | «Bombtrack»                    | 4:24         |
| 4.  | «People of the Sun»            | 2:36         |
| 5.  | «Know Your Enemy»              | 5:17         |
| 6.  | «Bulls on Parade»              | 4:51         |
| 7.  | «Township Rebellion»           | 5:44         |
| 8.  | «Bullet in the Head»           | 10:32        |
| 9.  | «White Riot» (The Clash cover) | 2:06         |
| 10. | «Guerrilla Radio»              | 3:45         |
| 11. | «Sleep Now in the Fire»        | 5:26         |
| 12. | «Freedom»                      | 8:53         |
| 13. | «Killing in the Name»          | 6:32         |
| 14. | «End Credits»                  | 2:52         |

| №   | Название                                                           | Длительность |
| --- | ------------------------------------------------------------------ | ------------ |
| 1.  | «Killing in the Name - 1992»                                       | 5:15         |
| 2.  | «Bullet in the Head - 1993»                                        | 4:51         |
| 3.  | «Bombtrack - 1993»                                                 | 4:06         |
| 4.  | «Freedom - 1993»                                                   | 6:01         |
| 5.  | «Bulls on Parade - 1996»                                           | 3:56         |
| 6.  | «People of the Sun - 1996»                                         | 3:00         |
| 7.  | «No Shelter - 1998»                                                | 4:15         |
| 8.  | «Guerrilla Radio - 1999»                                           | 3:43         |
| 9.  | «Sleep Now in the Fire - 2000» (First Official Commercial Release) | 3:55         |
| 10. | «Testify - 2000» (First Official Commercial Release)               | 3:44         |
| 11. | «Renegades of Funk - 2000» (First Official Commercial Release)     | 3:54         |
| 12. | «How I Could Just Kill a Man - 2000» (Previously Unreleased)       | 4:24         |

| №   | Название                                                 | Длительность |
| --- | -------------------------------------------------------- | ------------ |
| 1.  | «The Ghost of Tom Joad»                                  | 5:13         |
| 2.  | «Vietnow» (Irvine Meadows, CA – 1997)                    | 4:49         |
| 3.  | «People of the Sun»                                      | 2:38         |
| 4.  | «Bulls on Parade»                                        | 3:50         |
| 5.  | «Bullet in the Head»                                     | 5:48         |
| 6.  | «Zapata's Blood» (Rock Am Ring Festival, Germany – 1996) | 1:45         |
| 7.  | «Know Your Enemy»                                        | 5:20         |
| 8.  | «Bombtrack»                                              | 4:09         |
| 9.  | «Tire Me» (Reading Festival – 1996)                      | 2:55         |
| 10. | «Killing in the Name» (Pink Pop Festival – 1994)         | 6:21         |

| №   | Название              | Длительность |
| --- | --------------------- | ------------ |
| 1.  | «Killing in the Name» | 2:20         |
| 2.  | «Take the Power Back» | 6:34         |
| 3.  | «Autologic»           | 4:14         |
| 4.  | «Bullet in the Head»  | 5:48         |
| 5.  | «Hit the Deck»        | 4:27         |
| 6.  | «Township Rebellion»  | 5:33         |
| 7.  | «Darkness of Greed»   | 3:59         |
| 8.  | «Clear the Lane»      | 4:19         |
| 9.  | «Clampdown»           | 3:48         |
| 10. | «Know Your Enemy»     | 5:03         |
| 11. | «Freedom»             | 5:45         |

| №   | Название                                    | Длительность |
| --- | ------------------------------------------- | ------------ |
| 1.  | «Freedom» (Pink Pop – 1994)                 | 6:40         |
| 2.  | «Take the Power Back» (Vic Theatre – 1993)  | 6:05         |
| 3.  | «Fistful of Steel» (JC Dobbs – 1993)        | 5:22         |
| 4.  | «Bombtrack» (Soundstage performance – 1992) | 3:58         |
| 5.  | «Wake Up» (Halfway House – 1992)            | 5:35         |
| 6.  | «Settle for Nothing» (Castaic – 1992)       | 4:35         |
| 7.  | «Clear the Lane» (San Luis Obispo – 1992)   | 3:38         |
| 8.  | «Untitled» (CWNN – 1992)                    | 5:10         |
| 9.  | «Darkness of Greed» (Zed's Records – 1992)  | 3:32         |
| 10. | «Wake Up» (Nomads – 1992)                   | 6:18         |

## Участники записи
| Rage Against the Machine - Зак де ла Роча — вокал, арт-директор, продюсирование - Том Морелло — гитара, арт-директор, продюсирование - Тим Коммерфорд (обозначенный в буклете как «Тимми К.») — бэк-вокал, бас-гитара, арт-директор, продюсирование - Брэд Уилк — барабаны, перкуссия, продюсирование, арт-директор Приглашённые музыканты - Мэйнард Джеймс Кинан — вокал («Know Your Enemy») - Стивен Перкинс — дополнительная перкуссия («Know Your Enemy») | Производственный персонал - Гарт Ричардсон — продюсирование, аудиоинженеринг - Стэн Катайама — аудиоинженеринг - Крэйг Дабит — ассистент аудиоинжерера - Джефф Шихан — ассистент аудиоинжерера - Ники Линдеман — арт-директор - Энди Уоллес — микширование - Стив Сиско — ассистент микшера - Боб Людвиг — мастеринг (CD- и винил-издание 1992 года) - Стив Хоффман — мастеринг (2016 Hybrid SACD) |

## Чарты
| Год  | Чарт                             | Позиция в чарте |
| ---- | -------------------------------- | --------------- |
| 1993 | Австралия (ARIA)                 | 12              |
| 2012 | Бельгия/Фландрия (Ultratop)      | 81              |
| 1995 | Бельгия/Валлония (Ultratop)      | 37              |
| 1993 | Нидерланды (Album Top 100)       | 5               |
| 1994 | Франция (SNEP)                   | 8               |
| 1993 | Германия (Offizielle Top 100)    | 22              |
| 1993 | Новая Зеландия (RMNZ)            | 9               |
| 1993 | Швеция (Sverigetopplistan)       | 22              |
| 1993 | Швейцария (Schweizer Hitparade)  | 16              |
| 1993 | Великобритания (UK Albums Chart) | 17              |
| 1994 | США (Billboard 200)              | 45              |

## Сертификации
| Регион | Сертификация  | Продажи    |
| --- | ------------- | ---------- |
| Австралия (ARIA) | Платиновый    | 70 000^    |
| Канада (Music Canada) | Платиновый    | 100 000^   |
| Германия (BVMI) | Золотой       | 250 000^   |
| Италия (FIMI) | Золотой       | 25 000*    |
| Новая Зеландия (RMNZ) | Платиновый    | 15 000^    |
| Швейцария (IFPI Switzerland)                                                                                             | Золотой       | 25 000^    |
| Великобритания (BPI) | 3× Платиновый | 900 000    |
| США (RIAA) | 3× Платиновый | 3 000 000^ |
| * Данные о продажах приведены только на основе сертификации. ^ Данные о тиражах приведены только на основе сертификации. |               |            |